# Седиме (Торино)
Седиме је насеље у Италији у округу Торино, региону Пијемонт.
Према процени из 2011. у насељу је живело 308 становника. Насеље се налази на надморској висини од 345 м.